# Tranvía de Cádiz a San Fernando y Carraca
Tranvía de Cádiz a San Fernando y Carraca fue una compañía que operó el sistema de tranvías en las ciudades de Cádiz y San Fernando, en España, entre 1912 y 1954. Perteneciente al grupo empresarial de Carde y Escoriaza, también propietario de Tranvías de San Sebastián a Tolosa, Tranvías de Zaragoza y Tranvías Eléctricos de Granada, la compañía contaba con unos 20 km de líneas urbanas e interurbanas.
El primer proyecto para la implantación del tranvía en la ciudad de Cádiz se remonta a 1876, pero hasta 1906 no comenzaron a operar los primeros servicios. En sus comienzos la compañía dispuso de dos líneas: la de Cádiz a San Fernando y la del Gobierno Civil al Balneario. Posteriormente entraron en funcionamiento las siguientes líneas:
- Línea de San Severiano (Cádiz)
- Línea de Apodaca al Balneario (Cádiz)
- Línea de la Plaza San Juan de Dios a Cortadura (Cádiz)
- Línea de la Plaza de la Iglesia a Carraca (San Fernando)
- Línea de la Plaza de la Iglesia a Ardila (San Fernando)

A mediados del siglo XX, Cádiz cambia los tranvías por autobuses otorgándose la gestión de los autobuses urbanos a esta empresa, como a su vez la explotación del tranvía Cádiz-San Fernando que más tarde sería sustituido por autobuses.
A finales de los 70, la empresa gana el concurso de la gestión del servicio de autobuses de la ciudad gaditana de San Fernando, relevando a la anterior operadora, Rico Bus.
En 2005, la línea Cádiz-San Fernando, concesión VJA-044 de la Junta de Andalucía se integra en el Consorcio de Transportes Bahía de Cádiz pasando a denominarse M-010 Cádiz-San Fernando, compartida con la empresa Comes. Más adelante a causa de las obras del Tranvía Metropolitano de la Bahía de Cádiz, se divide esta línea en dos, M-010 Cádiz-San Fernando Norte y M-011 Cádiz-San Fernando Sur. Estas líneas están operadas por autobuses articulados.

## La empresa hoy
Hoy  Tranvía de Cádiz a San Fernando y Carraca es una sociedad anónima perteneciente a Comes, propietaria a su vez de Transportes Generales Comes. Dispone de unos 50 autobuses aproximadamente, en su mayoría de tipo urbano al tener la mayor parte de su flota asignada al servicio urbano de Cádiz, entre este medio centenar la empresa dispone 6 autobuses articulados para el servicio interurbano
entre Cádiz y San Fernando.